# Keilpaketkupplung

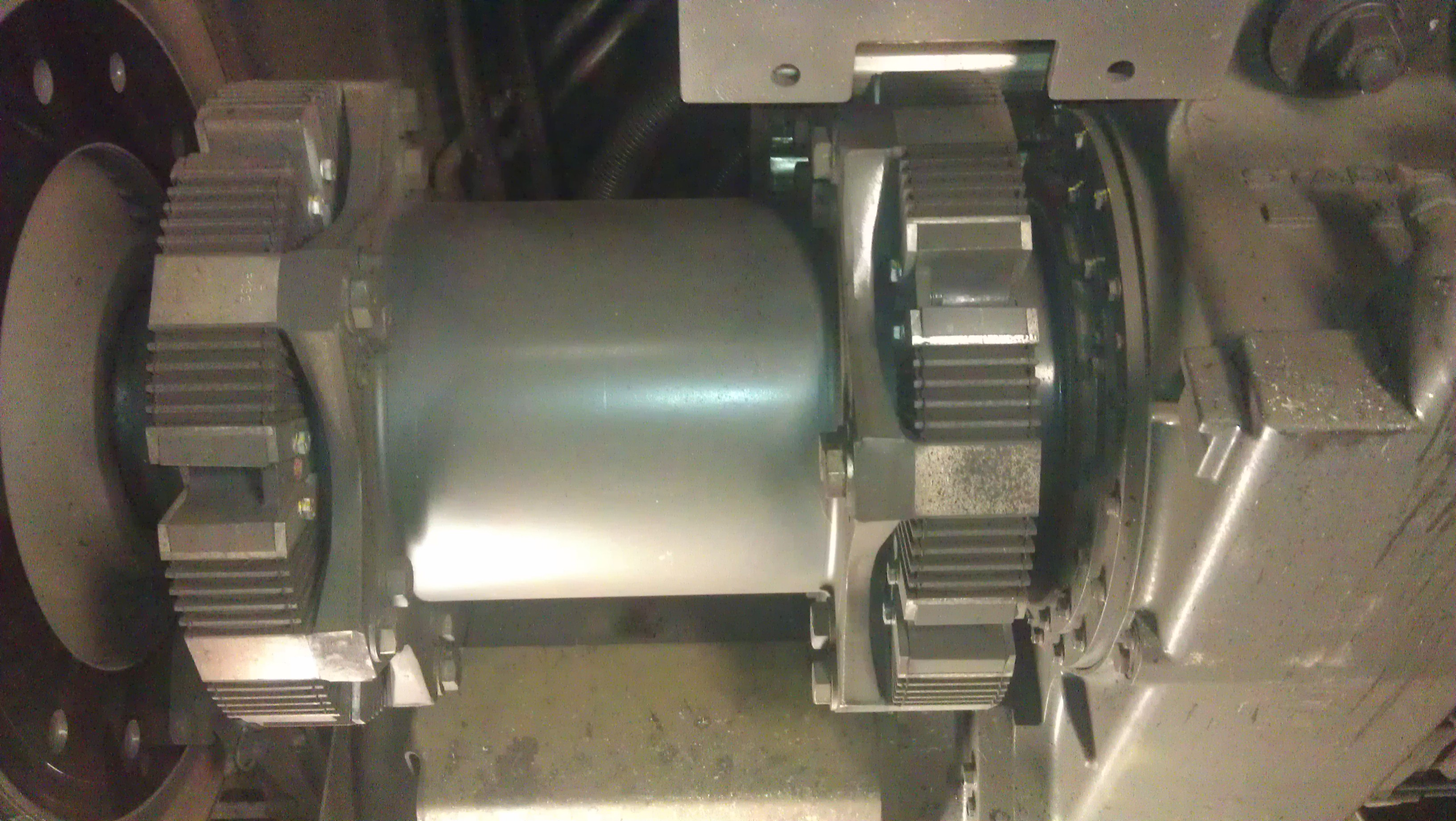
Keilpaketkupplung als Teil eines Hohlwellenantriebs in einem Triebwagen
Ein Keilpaket mit gelben Rahmen markiert:
Anschluss eines rechten Mitnehmerarmes in Paketmitte, eines linken zwischen den Enden von zwei Paketen

Eine Keilpaketkupplung ist eine dreh- und winkelelastische Kupplung und stellt ein drehübertragendes Maschinenelement dar. Namengebend sind ihre zu einem Ring zusammen geschlossenen keilförmigen  elastischen Blöcke. Die Pakete werden über einen an einer Seite anzubringenden Mitnehmer-Stern miteinander und mit dem Stern verbunden. In ihrer Mitte werden die Pakete je an einen Arm des auf der anderen Seite befindlichen Mitnehmer-Sterns angeschraubt. Bei Drehmomentübertragung wird eine Hälfte jeden Pakets elastisch zusammengedrückt, während die je andere Hälfte gedehnt wird.
Die Keilpakete werden  auch einzeln im Handel angeboten, sodass sie auch erst von den Kunden zu Keilpaketkupplungen oder ähnlichen Baugruppen zusammengesetzt werden können.
Häufig werden zwei solche Kupplungsringe mittels eines zwischenliegenden Rohres (Kardantrommel) zu einer Doppelkupplung zusammengefügt  (zwei in Reihe wirkende Kupplungen, siehe nebenstehende Abbildung). Infolge dieser axialen Ausdehnung hat die Keilpaketkupplung neben ihrer Drehelastizität auch eine ausgeprägte radiale und  Winkelelastizität, das heißt einen Ausgleich des Federweges  und der  Nichtparallelität zwischen antreibender und angetriebener Welle.
Sie findet z. B. Anwendungen als ein wesentliches Bauteil in einem Hohlwellenantrieb von Elektrolokomotiven. Dort führt die Treibachse sowohl durch das Hohlrohr der Kupplung als auch durch die Hohlwelle am Ausgang des antreibenden Getriebes hindurch.